# Gulpener Bierbrouwerij

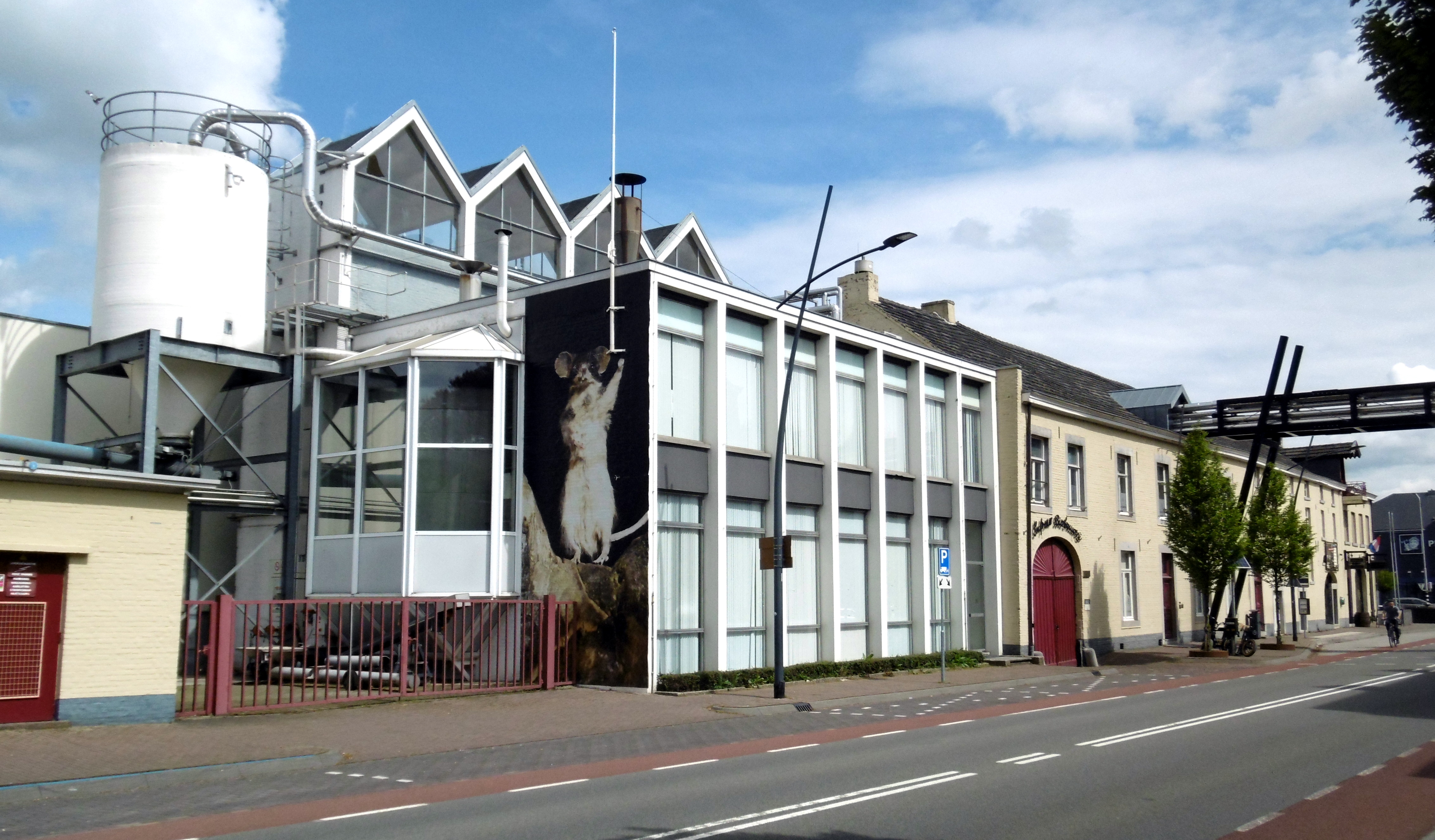
Brauereikomplex

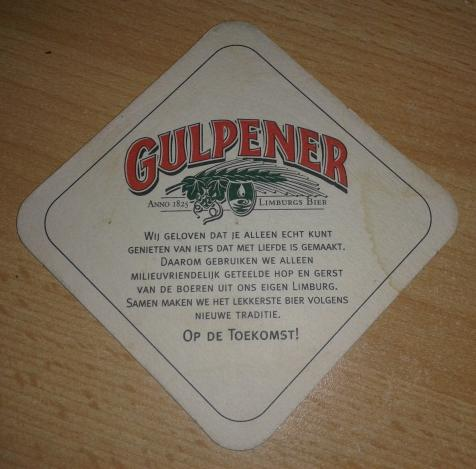
Bierdeckel mit Logo

Die Gulpener Bierbrouwerij B.V. ist eine selbständige Familien-Brauerei in Gulpen in der Provinz Limburg (Niederlande). Sie wurde 1825 von Laurens Smeets unter dem Namen Gulpener Bierbrouwerij de Gekroonde Leeuw gegründet.
Die Brauerei produziert jährlich 120.000 Hektoliter Bier folgender Sorten:
- Gulpener Pilsner
- Gulpener Château Neubourg Pilsner
- Gulpener Korenwolf
- Gulpener Korenwolf Rosé
- Gulpener Oud Bruin
- Gulpener LenteBock
- Gulpener HerfstBock
- Gulpener Gladiator
- Gulpener WinterVrund
- Gulpener Sjoes
- Gulpener Biologisch Ur-Pilsner
- Gulpener Biologisch Ur-Weizen
- Gulpener Biologisch Ur-Hop
- Gulpener Puurzaam
- Gulpener Jaarling
- Gerardus Wittems Kloosterbier Blond
- Gerardus Wittems Kloosterbier Dubbel
- Mestreechs Aajt

Die Zutaten (Gerste und Hopfen) werden dabei von lokaler Landwirtschaft bezogen, um möglichst nachhaltig zu wirtschaften.